# Rodolfo Neri Vela
Rodolfo Neri Vela (ur. 19 lutego 1952 w Chilpancingo de los Bravo) – pierwszy w historii astronauta meksykański, drugi Latynoamerykanin w kosmosie; uczestnik misji STS-61-B; doktor fizyki i profesor uniwersytecki.

## Wykształcenie
Neri Vela uzyskał dyplom licencjata inżynierii elektronicznej i mechanicznej ze specjalizacją technologiach łącznościowych Narodowego Uniwersytetu Meksykańskiego w 1975. Rok później uzyskał tytuł magistra Uniwersytetu Essex w telekomunikacji. Następnie w 1979 zdobył tytuł doktorski w dziedzinie promieniowania elektromagnetycznego Uniwersytetu Birmingham.

## Doświadczenie
Pracował w Meksyku jako inżynier, kierownik projektów, doradca i profesor radiotelekomunikacji w Instytucie Badań Elektrycznych. Pracował także w Narodowym Uniwersytecie Meksykańskim (NUM), dla kilku muzeów i dwóch ministerstw: łączności transportu i obrony narodowej.
W 1985 wziął udział w drugiej misji wahadłowca Atlantis, STS-61-B, trwającej prawie 7 dni. Tym samym został pierwszym meksykańskim astronautą, choć leciał jako astronauta NASA. Podczas misji wykonał również satelizację meksykańskiego satelity Morelos 2.
W latach 1989–1990 pracował w Holandii przy Międzynarodowej Stacji Kosmicznej dla Europejskiej Agencji Kosmicznej.
Później został profesorem wydziału inżynierii NUM, gdzie pracuje do teraz. Był wykładowcą i instruktorem na wielu kursach o satelitach i astronautyce w różnych instytucjach edukacji wyższej na świecie.
Stowarzyszenie Uczestników Lotów Kosmicznych (Association of Space Explorers) przyznało mu Universal Astronaut Insignia za lot orbitalny (nr 195).

## Publikacje
- Rodolfo Neri Vela, Ramón Soberón Kuri: El ingeniero en electricidad y electrónica, qué hace?. México, D.F.: Alhambra Mexicana, 1984. ISBN 978-968-444-035-7. OCLC 21308198. (hiszp.). Brak numerów stron w książce
- Rodolfo Neri Vela, Carlos Elizondo: El planeta azul: Misión 61-B. México, D.F.: EDAMEX, 1986. ISBN 978-968-409-328-7. OCLC 15155985. (hiszp.). Brak numerów stron w książce
- Rodolfo Neri Vela, Jorge L Ruiz G: El pequeño astronauta. México, D.F.: Consejo Nacional de Ciencia y Tecnología, 1987. ISBN 978-968-823-197-5. OCLC 19739242. (hiszp.). Brak numerów stron w książce
- Rodolfo Neri Vela: La exploración y uso del espacio. Mexico, D.F.: Consejo Nacional de Ciencia y Tecnología, 1989. ISBN 978-968-823-103-6. OCLC 24257788. (hiszp.). Brak numerów stron w książce
- Rodolfo Neri Vela, Bernardo Martinez Avalos: Construya e instale su propia antena parabolica. Mexico, D.F.: Consejo Nacional de Ciencia y Tecnología, 1990. ISBN 978-968-823-168-5. OCLC 24494639. (hiszp.). Brak numerów stron w książce
- Rodolfo Neri Vela: Los eclipses y el movimiento del universo. México: Grupo Editorial Iberoamérica, 1991. ISBN 978-968-7270-76-0. OCLC 25668587. (hiszp.). Brak numerów stron w książce
- Rodolfo Neri Vela: Vuelta al mundo en noventa minutos. México: Atlántida, 1992. ISBN 968-6868-00-3. OCLC 30537012. (hiszp.). Brak numerów stron w książce
- Rodolfo Neri Vela: Líneas de transmisión. México: McGraw-Hill, 1999. ISBN 978-9102546-8. OCLC 45878412. (hiszp.). Brak numerów stron w książce
- Rodolfo Neri Vela: Comunicaciones por satélite. México: Thomson, 2003. ISBN 978-970-686-282-2. OCLC 55022508. (hiszp.). Brak numerów stron w książce